# Steen Springborg
Steen Springborg (* 19. April 1954 in Aarhus; † 23. April 2021 in Kopenhagen) war ein dänischer Schauspieler.

## Leben
Steen Springborg wuchs als Sohn des Immobilienmaklers Aage Springborg (1931–1995) und der Krankenschwester Greta Wexø (1935–2012) in Aarhus auf.
Nach seinem Schulabschluss absolvierte Springborg von 1970 bis 1974 seine Schauspielausbildung an der Schauspielschule des Aarhus Teater, wo er auch sein Bühnendebüt als Darsteller hatte und dort anschließend bis zum Jahr 1979 als festes Ensemblemitglied engagiert war. Als Bühnendarsteller wirkte er in zahlreichen Theaterstücken, Musicals und in Kabarett-Programmen mit, so unter anderem auch am Folketeatret, am Königlichen Theater Kopenhagen, am Odense Teater, am Theater Helsingør, am Betty-Nansen-Theater oder am Gladsaxe-Theater. In den 1980er-Jahren gehörte er auch einige Zeit lang zum Schauspielerensemble des Kopenhagener Vergnügungsparks Tivoli. Springborg wirkte als Schauspieler vor der Kamera von 1971 bis 2014 in mehr als 30 Film-und-Fernsehproduktionen mit. Nebenbei war er auch als Synchronsprecher für Zeichentrickfilme tätig, wie beispielsweise für Tarzan oder 101 Dalmatiner. Springborg beendete im Jahr 2017 aufgrund anhaltender gesundheitlicher Probleme seine schauspielerische Karriere.
Steen Springborg heiratete am 16. November 1979 die Filmproduzentin Alexandra Foss (1956–2022). Aus der Ehe gingen zwei Töchter und ein Sohn hervor, der Schauspieler Mark Springborg (* 1980). Die Familie lebte in Kopenhagen. Die Ehe wurde im Jahr 2013 geschieden. Seine Enkelin Elvira Glahn (* 2004) ist ebenfalls als Schauspielerin tätig. Springborg starb im April 2021 kurz nach seinem 67. Geburtstag. Seine Grabstätte befindet sich auf dem Kopenhagener Garnisons-Friedhof.

## Filmografie (Auswahl)
- 1971: Saison Slutter
- 1975: Per
- 1975: Anna Sophie Hedvig
- 1976: Figaros bryllup
- 1976: Jørns historie
- 1977: Jean de France
- 1977: Louises Haus
- 1979: Elverhøj
- 1980: Ein Haus in der Provinz (Fernsehserie, 7 Folgen)
- 1983: Rejseholdet (Fernsehserie, 1 Folge)
- 1984: Nissebanden (Fernsehserie)
- 1986: Bill und Daphne (Fernsehserie)
- 1988: Station 13 (Fernsehserie, 1 Folge)
- 1988: Alle lieben Debbie (Fernsehserie)
- 1991: Die Jungen von St. Petri
- 1999: Pas pa mor (Fernsehserie)
- 2000: Edderkoppen (Fernsehserie)
- 2001: Unit One – Die Spezialisten (Fernsehserie, 1 Folge)
- 2004: Familie Gregersen
- 2007: Fastelavn (Kurzfilm)
- 2013: Tomgang (Fernsehserie, 1 Folge)
- 2014: Dicte (Fernsehserie, 1 Folge)
- 2014: 1864 (TV-Miniserie)